# Province d'Iténez
La province d'Iténez est l'une des huit provinces du département du Beni, en Bolivie. Son chef-lieu est la ville de Magdalena. Elle est divisée en trois municipalités : Magdalena, Baures et Huacaraje. Sa population est de 21 453 habitants lors du recensement bolivien de 2012 et sa superficie est de 36 576 kilomètres carrés, ce qui en fait la deuxième plus grande province du département. Sa densité est de 0,59 habitants au kilomètre carré. 
Vu sa localisation en pleine Amazonie, la province d'Iténez jouit d'une grande biodiversité et suscite un attrait, notamment pour le tourisme d'aventure.